# Léon Villevieille
Pour les articles homonymes, voir Villevieille (homonymie).
Léon Villevieille né le 14 août 1826 à Paris où il est mort le 28 juin 1863 est un peintre et graveur français.

## Biographie
Léon Villevieille est le fils de Charles Emmanuel Sigismond Louis Villevieille et de Louise Valentine Perrot.
Il est employé à la poste de Châteauroux et peintre paysagiste, exécutant de nombreuses eaux-fortes et aquarelles inspirées du Berry. Il est formé à l'art de la gravure par les aquafortistes Louis Marvy et Jeanron, et se montre influencé par Camille Corot.
Ami de Maurice Sand et de George Sand, de Manceau et de Hetzel, il est également acteur au « grand théâtre de Nohant ».
Souffrant depuis toujours d'une maladie de poitrine, et après un voyage de convalescence à Alger, il meurt à son domicile le 28 juin 1863. En 1865, Alfred Cadart annonce l'édition de plusieurs de ses planches.